# آرثر فرانز
آرثر فرانز (بالإنجليزية: Arthur Franz)‏ (و. 1920 – 2006 م) هو ممثل، وممثل تلفزيوني، من الولايات المتحدة الأمريكية، توفي في أوكسنارد، كاليفورنيا، عن عمر يناهز 86 عاماً.

## وصلات خارجية
- آرثر فرانز على موقع IMDb (الإنجليزية)
- آرثر فرانز على موقع أول موفي (الإنجليزية)
- آرثر فرانز على موقع قاعدة بيانات برودواي على الإنترنت (الإنجليزية)
- آرثر فرانز على موقع قاعدة بيانات الأفلام السويدية (السويدية)
- آرثر فرانز على موقع إن إن دي بي (الإنجليزية)
- آرثر فرانز على موقع قاعدة بيانات الفيلم (الإنجليزية)